# The Funhouse
The Funhouse é um filme de terror (particularmente do gênero slasher) de 1981 dirigido por Tobe Hooper, com trilha sonora de John Beal. 

## Sinopse
Acontecimentos bizarros ocorrem quando quatro adolescentes visitam o parque de diversões local, para uma noite de diversão inocente, e decidem passar a noite escondidos dentro do trem fantasma no parque fechado. Eles logo descobrem, contudo, que não havia nada de inocente ou divertido por lá. Pelo contrário, eles encontram o terror absoluto quando ficam presos dentro do labirinto da Casa Maluca. Lá dentro eles presenciam um assassinato cometido pelo filho do dono do parque, um rapaz retardado e severamente deformado. Os adolescentes acabam fazendo barulho, atraindo sua presença, e o dono do parque passa a caçá-los para que não haja testemunhas. Uma por uma, as vítimas são perseguidas e cruelmente eliminadas.

## Elenco
- Elizabeth Berridge .... Amy Harper
- Shawn Carson .... Joey Harper
- Jeanne Austin .... Mrs. Harper
- Jack McDermott .... Mr. Harper
- Cooper Huckabee .... Buzz Klemmet
- Largo Woodruff .... Liz Duncan
- Miles Chapin .... Richie Atterbury
- Kevin Conway .... Funhouse Barker (Conrad Straker)
- Wayne Doba .... The Monster (Gunther Straker)
- Sylvia Miles .... Madame Zena
- William Finley .... Marco the Magnificent
- Herb Robins .... Carnival Manager
- Mona Agar .... Strip Show Dancer
- Miles Chapin .... Richie Atterbury
- Susie Malnik .... Carmella